# Kungsör
Kungsör er en by og administrationsby i Kungsörs kommun i Västmanlands län i Sverige. Byen, der har 5.452 (2010) indbyggere, ligger hvor Arbogaån munder ud i søen Mälaren. Hovedparten af Kungsör ligger syd for åen i landskabet Södermanland, mens den mindre del nord for Arbogaån ligger i Västmanland. Byen har en station på jernbanelinjen Svealandsbanan.